# Respiro (Beckett)
Respiro è un dramma teatrale di Samuel Beckett del 1968.
La rappresentazione si svolge senza attori, senza copione e con il solo utilizzo di elementi di scena giacenti in terra, per un totale di 35 secondi di spettacolo. Non esiste copione, o meglio: questo si riduce ad una serie di brevissime indicazioni sceniche che si vuole scritto sul retro di una cartolina indirizzata a Kenneth Tynan, critico teatrale, come parte del corpus del musical Oh! Calcutta!, inscenato poi dallo stesso Tynan.

## Trama
Non esiste una vera trama dell'opera, l'azione scenica è la seguente: cinque secondi di luce fioca sulla scena cosparsa di rifiuti eterogenei giacenti espressamente segnalati dall'autore. Grido-vagito in lontananza. Lenta inspirazione in crescendo per dieci secondi con la luce che aumenta man mano che sale l'inspirazione. Cinque secondi di silenzio e luce fissa. Lenta espirazione in crescendo per dieci secondi con la luce che diminuisce pian piano che l'espirazione procede. Nuovamente il grido-vagito. Cinque secondi di silenzio e luce bassa proprio come la situazione iniziale.

## Interpretazione
Il testo, fortemente scandalistico per il teatro borghese di metà Novecento, è una delle tappe fondamentali nel corpus drammaturgico di Samuel Beckett. Se già in passato il drammaturgo irlandese aveva sottoposto le sue opere ad un lento processo di svuotamento dei contenuti e delle azioni in linea con la poetica del teatro dell'assurdo, con Respiro giunge alla massima espressione dell'inoperosità come metafora della vuotezza dei contenuti che l'uomo tenta di dare a strutture e norme sociali oppressive e destabilizzanti. In pochi secondi, scanditi da un respiro che è anche scontro con il mondo, vagito ed urlo assieme alla vista delle macerie inerti della società, Beckett riassume la propria pessimistica visione della condizione umana.

## Edizioni
- Samuel Beckett, Breath, in «Gambit», IV, 16, 1970
- Samuel Beckett, Souffle, in Comédie et actes divers, Éditions de Minuit, Paris 1972
- Samuel Beckett, Respiro, trad. Floriana Bossi, in Racconti e teatro, Einaudi, Torino 1978, pp. 35–38; poi in Teatro completo, Einaudi-Gallimard, Torino 1999, pp. 425–27